# Natatolana insignis
Natatolana insignis is een pissebed uit de familie Cirolanidae. De wetenschappelijke naam van de soort is voor het eerst geldig gepubliceerd in 1993 door Hobbins & Jones.